# Jonas Pedersen
 (février 2014).
Si vous disposez d'ouvrages ou d'articles de référence ou si vous connaissez des sites web de qualité traitant du thème abordé ici, merci de compléter l'article en donnant les références utiles à sa vérifiabilité et en les liant à la section « Notes et références ».
Pour les articles homonymes, voir Pedersen.
Jonas Pedersen, né le 6 juin 1992, est un coureur cycliste danois, spécialiste  du cyclo-cross. Il s'est très vite inscrit comme l'un des meilleurs coureurs de sa discipline au Danemark en remportant à seulement 21 ans le titre de champion du Danemark de cyclo-cross élites.

## Palmarès en cyclo-cross
- 2009-2010
  -  Champion du Danemark de cyclo-cross juniors
- 2011-2012
  - 2e du championnat du Danemark de cyclo-cross
- 2012-2013
  - 2e du championnat du Danemark de cyclo-cross
- 2013-2014
  -  Champion du Danemark de cyclo-cross

## Palmarès en VTT
- 2009
  -  Champion du Danemark de cross-country juniors
- 2010
  -  Champion du Danemark de cross-country juniors
- 2012
  -  Champion du Danemark de cross-country

## Classements mondiaux
| Année         | 2011 |
| ------------- | ---- |
| UCI Asia Tour | 207e |